# Karin Peschel
Karin Peschel (* 25. Oktober 1935 in Leipzig-Eutritzsch; † 19. Juni 2020 in Kiel) war eine deutsche Volkswirtin.

## Leben
Geboren in Leipzig verbrachte sie den größten Teil ihrer Schulzeit in Braunschweig. Im Jahr 1956 nahm sie ein Studium der Volkswirtschaftslehre auf. Im dritten Semester wechselte sie von der Universität Braunschweig an die Westfälische Wilhelms-Universität in Münster. Dort schloss sie ihr Studium mit dem Erhalt des Diploms ab. 
Peschels eigentlicher Berufswunsch war es, als Journalistin tätig zu sein. Auf Grund nicht vorhandener bezahlter Stellen nahm sie die Mitarbeit an einem Forschungsprojekt im Auftrage der Deutschen Gesellschaft für Verkehrswissenschaft auf, die am Münsteraner Institut für Verkehrswissenschaft angesiedelt war. Im Anschluss promovierte sie 1963 ebenfalls in Münster mit einer Arbeit über die Verkehrspolitik der Europäischen Wirtschaftsgemeinschaft.
In den folgenden Jahren arbeitete sie als wissenschaftliche Assistentin erst in Münster, dann wechselte sie an die Technische Hochschule Karlsruhe. Dort erfolgte 1970 ihre Habilitation. 1971 nahm sie den Ruf an die Christian-Albrechts-Universität zu Kiel an und lehrte als Professorin Volkswirtschaftslehre. Drei Jahre später wurde sie die Leiterin des dortigen Instituts für Regionalforschung und trat die Nachfolge von Reimut Jochimsen an, der das Institut 1970 gegründet hatte.
Sie lehrte als Professorin der Volkswirtschaftslehre an der Universität Kiel und war dort langjährige Direktorin des Instituts für Regionalforschung.
Von 1992 bis 1996 war Karin Peschel Rektorin der Universität Kiel. Sie war damit die zweite Frau, die jemals in Deutschland eine Universität leitete. Sie verfügte am 15. November 1993 – was kein anderer deutscher Rektor gewagt hatte –, dass sämtliche von den Nationalsozialisten aberkannten Doktorgrade der Universität ihren Trägern restituiert würden.
Im Jahre 2000 ging Peschel in den Ruhestand.

## Schriften (Auswahl)
- Die Koordinierung von Schiene und Strasse im Binnengüterverkehr Belgiens, Frankreichs und der Niederlande unter Berücksichtigung der europäischen Integration. Vandenhoeck & Ruprecht, Göttingen 1965 (= Dissertation Universität Münster).
- (zus. mit Jens M. Haass): Räumliche Strukturen im internationalen Handel. Eine Analyse der Außenhandelsverflechtung westeuropäischer und nordamerikanischer Länder 1900-1977. Florentz, München 1982, ISBN 3-88259-222-2.
- (zus. mit Hayo Herrmann): Sektorale Wirtschaftsstruktur und Qualität des Arbeitsplatzangebots. Florentz, München 1982, ISBN 3-88259-221-4.
- (zus. mit Johannes Bröcker und Walter Reimers): Regionales Wachstum und ökonomische Integration. Eine empirische Modellstudie für Skandinavien und die Bundesrepublik Deutschland. Florentz, München 1983, ISBN 3-88259-233-8.

- als Herausgeberin: Regional growth and regional policy within the framework of European integration. Proceedings of a Conference on the Occasion of 25 Years Institute for Regional Research at the University of Kiel 1995. Physica-Verlag, Heidelberg 1997, ISBN 3-7908-0957-8.